# 올드토론토
올드토론토(영어: Old Toronto)는 캐나다 온타리오주 토론토의 1834년부터 1998년까지의 기존 행정구역이였다. 1834년에 도시로 발족한 이 지자체는 기존에 요크로 알려졌고 요크 카운티에 속했다.
1954년에 행정구역 재개편으로 올드토론토는 토론토 통합시 (Municipality of Metropolitan Toronto)의 시청 소재지가 되었다. 토론토는 인근 지자체의 흡수를 거듭하여 1967년에 마지막 경계를 이르렀다. 1998년에 올드토론토는 통합시의 다른 지자체인 요크, 노스요크, 이토비코, 스카버러, 이스트요크와 같이 오늘날의 토론토시로 통합되었고 이는 토론토가 기존 지자체를 흡수하는 것이 아니라 기존 지자체와는 다른 새로운 통합 지자체를 선보이는 방식으로 이루어졌다.
"올드토론토"는 1904년 토론토 대화재 이전 토론토의 경계로 시의 개발이 대부분 영가 동쪽으로 이루어졌을 때를 일컫는다. 통합 이후에는 토론토 전신은 "토론토의 기존 도시"나 "올드토론토"라고 불린다. 가끔씩은 "시내"나 "중심"으로 불리기도 한다. 올드토론토는 평방킬로미터당 8,210명이 거주하며 여전히 지자체였다면 캐나다의 인구 10만 이상 도시 중에서 인구 밀도가 가장 높은 도시였을 것이다.

## 역사

### 19세기 초반
올드토론토의 전신인 요크는 1834년 3월 6일에 뉴욕은 물론 온타리오주에 '요크'라는 이름의 다른 지역과 혼동하는 것을 막고 지역 주민들이 동네를 두고 "더러운 리틀요크" (dirty Little York)라고 부르는 것을 막기 위해 '토론토'로 이름을 바꾸었다. 1834년 6월 당시 토론토의 인구는 9,252명이였다.
1834년에 토론토는 서쪽으로 배서스트가, 북쪽으로 퀸가에서 360미터 떨어진 지점, 동쪽으로 팔러먼트를 경계로 두었고 그 밖은 "자유 구역"으로 향후 새로운 지역을 위해 남겨두었다. 이 자유 구역은 서쪽으로 더퍼린가, 북쪽으로 블루어가, 동쪽으로는 돈강에 경계를 두고 있으며 퀸가 남쪽 돈강 동쪽에 매클레인가까지의 지역도 포함되어있었다. 자유 구역은 1859년에 토론토시의 일환이 되었고 선거구는 재획정되었다.
토론토의 첫 시장이자 개혁파였던 윌리엄 라이언 매켄지는 1년 동안 짧은 임기를 수행하고 1835년에 보수 성향의 로버트 볼드윈 설리번에 시장직을 넘겨주었다. 1836년에 토론토 시장은 토마스 데이비드 모리슨으로 교체되었고 37년에는 또다른 보수 성향의 조지 거넷이 당선되었다. 1837년 당시 토론토는 캐나다의 대의민주주의를 위한 1837년~1838년 반란이 한창이었다. 초대 시장이였던 매켄지는 몽고메리 터번에서 영국군에 반격하였고 이에 따라 어퍼캐나다 반란이 시작되었다. 공격은 영국 주둔군과 토론토에 있던 캐나다 군이 몽고메리 터번에 있던 반란군들을 해산시키면서 실패로 돌아갔다. 매켄지와 다른 개혁파들은 미국으로 망명길에 오른 반면 새뮤엘 라운트와 피터 매튜스와 같은 다른 반란군 수장은 교수형에 처했다. 토론토는 이후 보수 성향의 시장이 줄곧 당선되었고 개혁파 시장은 1850년대에 들어서야 당선되었다. 어퍼캐나다 반란에 이어서 토론토는 처음으로 대화재를 겪었다. 이 화재는 1904년 화재와 더불어 가장 규모가 컸던 화재 중 하나이다.
어퍼캐나다 반란 이후 도시와 시민들을 통제하기 위해 보수 성향의 시 정부는 오렌지회와 같은 종교 단체로 눈을 돌렸다. 캐나다의 사학자인 그레고리 킬리에 따르면 어퍼캐나다 반란이 실패로 돌아가면서 개신교 및 보수의 입지를 강화하고자 하였다고 밝혔다. 아일랜드인을 포함한 다른 가톨릭 신자들이 토론토로 건너오면서 영국 왕실에 충성을 맹세하는 개신교 단체인 오렌지회를 통해 정부 기득권을 지키려 하였다. 경찰관과 소방서는 오렌지회에 충실한 사람들로 채웠으며 오렌지회는 가톨릭 신자들과 개혁파에 폭력을 행사하고 적극 박해하였다.

### 19세기 후반
토론토는 19세기 말에 들어서 급격하게 성장하였다. 1851년에 인구가 3만 명이였던 토론토는 187년에는 5만 6천 명, 1881년에는 8만 6400명, 1891년에는 18만 1천 명으로 인구가 불어났다. 도시 전체 인구는 오늘날처럼 광역권 인구를 집계하지 않기 때문에 광역권 인구를 포함하면 더 많은 인구가 토론토 광역권에 살았을 것이다. 1891년 인구는 인근의 파크데일, 브록턴빌리지, 웨스트토론토, 이스트토론토와 같은 인근 지역을 편입한 이후였다. 이민은 물론 높은 출생률, 인근 시골 지역에서 토론토로 인구가 다수 유입되어서 토론토의 인구는 급증하였다.
1850년대부터 온타리오호 연선을 따라 철도가 놓였는데, 그랜드 트렁크 철도 (GTR), 그레이트 웨스턴 철도 (GWR)과 캐나다 노던 철도 등 세 철도 회사가 토론토에 철도를 놓았고 GTR은 1858년에 토론토 시내에 처음으로 유니언역을 지었다. 철도가 놓이면서 물자 교류는 물론 인구 유입도 활발하게 이루어졌고 온타리오호를 통해 들어오는 보트 수도 증가하였다. 철도는 향후 한 세기 동안 토론토 호숫가의 중심이 되는 특징으로 자리잡게 되고 1873년에는 GTR이 같은 장소에 두 번째 유니언역을 지었다.
1891년에는 마차를 대신할 노면 전차가 도입되었는데, 시는 전차 운행권을 토론토 철도 회사에 인가하였다. 대중교통 운행권은 1921년에 인가가 만료되면서 토론토시는 토론토 교통국을 통해 공영 운행하였다. 토론토 교통국은 북미에서 뉴욕과 멕시코시티에 이어 세 번째로 가장 승객이 많은 대중교통 체계로 성장하였다.
도시가 성장하면서 서쪽으로는 험버강까지, 동쪽으로는 돈강까지 확장하였다. 시내에 있었던 자그마한 강과 하천은 배수구와 하수구로 연결되었고 개리슨 하천과 태들 하천과 같은 소하천을 매립하였다. 이 당시 캐슬브루크 하천도 대부분 매립되었다. 이러한 소하천은 덮개가 없는 개방하수로 쓰였고 이는 악취 등으로 위생상 문제를 일으켰다. 1880년대에는 비슷하게 위생상의 이유로 돈강 하류를 운하로 바꾸었고 호숫가 주변을 일부 매립하였다.
토론토는 당시 두 개의 독립 의과 대학이 있었는데, 하나는 트리니티 의대, 다른 하나는 토론토 의대였다. 1880년대, 토론토 의대는 강사를 추가 임용하고 교육과정을 확대했으며 임상지도에 더욱 초점을 맞추었고, 이에 따라 입학 정원이 늘어났다. 하지만 두 영리 대학이 기초 과학 교육에 부실하다는 지적으로 1887년 토론토 의대는 토론토 대학교 의과대학으로 편입되었고 의학 교과과정에서 연구에 더욱 중심을 두었다. 트리니티 의학 또한 기초과학에 중심을 두고자 토론토 대학교 의대로 편입하였다.
토론토는 19세기 말과 20세기 초반에 공무 부서를 전문적으로 편성하였다. 그 중에서 토론토 경찰국만큼 바뀐 부서도 없었는데, 중앙 청사의 긴급전화 상담원과 연결되는 긴급전화 부스는 물론 자전거와 오토바이, 자동차가 도입되면서 순찰대의 업무가 기존에 걸어다니면서 순찰하는 것에서 비상 상황에 출동하고 교통경찰 역할도 맡게 되었다. 1849년 대화재 이후 토론토는 소방 법규를 개선하였다. 이에 따라 소방 시설을 확충하였고 1874년에는 토론토 소방국이 발족하였다.
1879년, 토론토 산업 전시회가 처음으로 개최되었다. 1850년대부터 온타리오주에서는 매년 장소를 바꾸어 농업 박람회를 개최하였는데 1878년에 토론토가 킹과 쇼에 전시회를 열자 토론토는 다음 해에도 개최하기를 바랐지만 그게 반려되면서 산업 전시회를 개최하였다. 토론토시는 수비대 광장을 임대해 크리스탈 팰리스 건물을 이전하였다. 이후 수비대 광장은 전시회 측으로 소유권이 넘어갔고 그곳에서 매년 열리는 박람회가 오늘날의 캐나다 내셔널 박람회이다. 박람회장은 엑시비션 플레이스로 알려져 있고 스포츠 행사와 전시회, 무역 및 컨벤션 공간으로 연중 쓰이고 있다.

#### 이민
아일랜드 대기근으로 아일랜드에서 다수 토론토로 건너왔는데, 이중 절반 정도가 개신교 신자였다. 아일랜드에서 건너온 가난한 이민자들이 늘어나면서 천주교는 새로운 문제에 당면하였다. 천주교는 개신교가 이 천주교 신자들이 가난한 점을 들어 복음 전도를 시도할 것이라며 우려하였고 이에 따라 천주교는 병원, 학교, 기숙사, 고아원 등 자선 기관을 여럿 설립해 신도들의 필요를 충족시켜 교인 유출을 막고자 하였다. 천주교는 프랑스계와 아일랜드계 가톨릭 성직자들 간의 갈등을 제대로 해결하지 못했고 결국 아일랜드계가 교황 지상주의를 내세우면서 로마의 지지를 얻어 교회를 장악하였다. 1851년에 들어서서 아일랜드인들이 토론토에서 비중이 가장 큰 민족이 되었다.
개신교 아일랜드인들이 중심이 되었던 충의 오렌지단은 토론토 사회의 중심이 되어 1920년대에 들어서서 토론토는 "캐나다의 벨파스트"로 불리었다. 오렌지단은 천주교에 대한 모든 것을 반대하였다. 아일랜드에서는 북아일랜드가 생기면서 오렌지단은 아일랜드에 관심이 줄어들었고 1940년대에 들어서서 오렌지단의 영향은 점차 줄어들었다. 토론토에 정착한 아일랜드계 가톨릭 신도들은 사회적으로나 법률적으로 광범위하고 심각한 차별에 직면하였고 이는 1858년에서 1878년까지 천주교와 개신교 사이에 대규모 폭동으로 이어졌으며 종파간 대치는 1875년 희년 폭동으로 절정에 다다랐다. 1890년까지만 해도 토론토의 가톨릭 신자들은 아일랜드계가 대부분이였으며, 이후 독일계와 프랑스계 가톨릭 신자들이 건너왔지만 아일랜드계는 여전히 토론토 전체 가톨릭 신자의 90%에 해당하였다. 하지만 1852년에 세인트마이클 대학, 3개 병원과 이 도시에서 가장 중요한 자선 단체인 성 빈첸시오 아 바오로회 (Saint Vincent de Paul Society)를 설립하는 것은 물론 아일랜드계 가톨릭 단체들이 아일랜드인의 정체성을 고지하기 위해 만든 신도의 집 (House of Providence) 등으로 이 도시의 아일랜드계 입지를 더욱 굳혀나갔다.
맥고완은 1890년부터 1920년까지 토론토의 가톨릭 신자들은 토론토 사회에 동화되고 사회적 약자 지위를 떨쳐버릴 수 있는 주요 사회적, 이념적, 경제적 변화를 경험했다고 주장한다. 아일랜드계 가톨릭 신자들은 프랑스계와는 달리 캐나다의 제1차 세계대전 참전을 강하게 지지하였고 빈민가에서 나와 토론토의 모든 동네에서 살게 되었다. 미숙련 노동자로 시작하여 높은 수준의 교육으로 계층이 올라갔고 하위 중산층을 대표하게 되었다. 이와 동시에 종파 갈등으로 반목 관계에 있던 개신교 신자들과 결혼하는 부부 수가 역대 최고치를 기록하였다.
19세기 말과 20세기부터는 영국인들과 아일랜드인에 이어 다른 민족들도 토론토에 정착하기 시작하였다. 그 중에서는 독일인, 이탈리아인, 동유럽 각지의 유대인, 중국인, 러시아인, 핀란드인은 물론 폴란드인을 포함한 다양한 동유럽인들이 토론토에 정착하였다. 20세기 말에 들어서는 전세계 다양한 곳에서 이민자들과 난민들이 하나둘씩 정착하였다. 영국으로부터의 이민은 19세기 말부터 20세기까지 높은 수준이였고 이와 동시에 프랑스계 캐나다인들을 포함한 온타리오주의 시골 지역에서 건너온 사람들도 다수 있었다.

### 20세기
1900년에 들어서 비즈니스의 중심지는 요크의 역사적인 중심지에서 서쪽으로 이동했고 영과 킹 스트리트 서쪽으로 새로운 시내가 형성되었다. 토론토시는 베이와 퀸 스트리트에 새로운 시청으로 이전했고 새로운 도심의 대부분은 1904년 토론토 대화재로 파괴되었지만 새로운 고층 건물과 함께 빠르게 재건되었다. 시내 남쪽은 철도가 땅 대부분을 차지했으며 주요 노선의 발빠른 수송을 위해 새로운 고가교가 지어지고 평면 교차가 입체화되었다. 철도 회사별로 달랐던 역이 하나의 유니언역으로 통일되었지만 정부와 철도 회사 간의 의견 불일치로 한동안 비어있었다.
돈강은 깊은 협곡으로 호숫가 북쪽으로 도시의 자연 경계가 되었다. 이는 1918년 10월 프린스 에드워드 고가교가 건설되면서 계곡 서쪽의 블루어가와 동쪽의 댄포스 애비뉴가 연결되면서 계곡 동서가 연결되었다. 다리를 설계한 에드먼드 버크는 향후 지하철이 지나갈 아랫층 갑판을 오랫동안 추진해왔는데, 이 비용은 시에서 지불하지 않으려 했다. 그럼에도 불구하고 마침내 방안을 찾았고 이 아랫층 갑판을 통해 1966년 토론토 교통국이 아랫층으로 지하철을 놓으면서 수백만 달러를 절약하였다.
토론토의 기업가 정신은 존 노스웨이가 대변하였다. 작은 마을에서 재단사로 시작해 토론토에 상경해 백화점 체인을 설립하였다. 재단과 여성복 마케팅에 혁신을 불어온 노스웨이는 캐나다 여성복 시장의 선구자로 발돋움하였다. 노스웨이는 현대 영업수단과 회계 방법을 개척하였으며 질병 및 사고 보상, 이윤 배분 등 오늘날의 노동 관계에도 발전을 거듭하였다. 1910년에 들어서서 백만장자가 된 노스웨이는 토론토의 시민 생활에서 주도권을 잡았다.
1923년에는 토론토 대학교의 두 연구원 존 제임스 리카드 매클라우드와 프레더릭 밴팅이 1921년에 인슐린을 발견해 노벨 생리학·의학상을 수상하였으며 이에 따라 첨단 과학에서 토론토를 세계 무대에 이름을 올렸다.
1926년부터 1936년까지 토론토에서 변호사, 금융가, 코미디언으로 지냈던 찰스 밴스 밀러의 유언에 따라 자신이 보유한 거액의 재산을 물려받을 사람을 찾기 위해 그가 죽은 지 10년 이내에 가장 많은 아이를 낳은 여성을 찾는 그레이트 스토크 더비가 개최되었다.

#### 1939-1970
2차 세계 대전 당시, 토론토는 캐나다 군의 주요 거점이 되었다. 엑시비션 플레이스는 군 부대 훈련과 파견으로 용도가 변경되었고 토론토섬 공항은 노르웨이 왕립 공군과 캐나다 왕립 공군의 훈련장으로 바뀌었다. 잉글리스와 같은 민간 제조회사는 전시 군비 생산에 돌입하였다. 맬턴 공항과 다운즈뷰 공항에는 새로운 항공 공장이 지어져 유럽에서 사용할 전투기와 폭격기 다수를 생산하였다.
2차 세계 대전 이후, 대서양 캐나다에서 인구 유입이 계속되었고 전 세계에서 이민자들이 몰려와 토론토는 꾸준한 성장을 거듭하였다. 꾸준한 이민과 동시에 1951년 토론토 인구는 100만 명 이상으로 증가했고 1971년에는 200만 명을 기록하였다. 이민자 수가 늘어나면서 토론토 인구 구성에도 변화가 찾아왔고 이에 따라 리틀 이탈리아, 리틀 포르투갈과 차이나타운 두 곳 등을 포함하여 다문화 사회로 거듭났다. 1967년에는 서인도제도의 문화를 기념하는 "카리바나" 축제가 처음으로 개최되었다.
한편 1954년에 온타리오주는 토론토 통합시를 설립하여 올드토론토는 물론 인접한 이토비코, 요크, 노스요크, 이스트요크와 스카버러가 포함된 광역시로 재편하였다. 통합시는 교외 지역의 성장을 촉진하기 위해 지역 전체의 인프라 건설 및 유지·보수를 맡고 정수장, 도로, 대중교통, 고속도로를 지었다.
1954년, 허리케인 헤이즐이 토론토를 휩쓸었고 이에 따라 도시는 심각한 홍수를 입었다. 허리케인으로 81명이 숨졌고, 이에 따라 범람원 내 건설이 금지되고 댐과 홍수 통로와 같은 새로운 홍수 예방 작업이 진행되었으며 범람원 토지는 공원 및 보전 지역으로 보존한 건물로 용도가 바뀌었다.
같은 해, 영가를 따라 유니언에서 에글린턴역까지 첫 지하철 노선이 개통하였다. 이후 블루어-댄포스와 유니버시티 애비뉴를 따라 지하철이 지어졌으며, 시내에서 동쪽과 서쪽의 교외 지역을 이었다. 통합시 정부는 가디너 고속도로와 돈밸리 파크웨이를 1950년대 말과 60년대 초반에 지었지만, 1971년에 스파다이나 고속도로를 지으려던 계획이 확장 반대 운동으로 취소되면서 이후 새로운 고속도로를 지으려던 계획은 물거품이 되었다. 통합시는 대신 스파다이나선을 노스요크에 짓고 영 지하철을 노스요크로 연장하기로 했다.
토론토에는 한편 "도시 재생" 바람이 불었다. "슬럼가"로 간주된 리전트파크와 알렉산드리아파크 등지는 철거되었고 도로와 자그마한 주택은 큼지막한 도로와 아파트 건물로 대체되었다. 통합시 예산이 늘어나면서 임대주택으로 저렴한 주택 공급량을 늘렸다. 2000년대에 들어서서 토론토는 유지보수에 있어서 정체 상태에 들었으며 대형 아파트 대신 일반 동네 주택과 비슷한 디자인을 채택하였다.
1960년대부터 70년대까지 토론토 시내에는 큼지막한 고층 건물이 올라갔다. 새로운 토론토 시청사가 개장했으며, 이튼 센터와 오피스 건물, 베이와 킹가에 있는 은행 건물 네 개는 물론 유니버시티 애비뉴에 "민트 (MINT) 코너"와 새로운 타워가 지어졌다. 이에 따라 도시에 있던 기존 TV와 라디오 중계탑의 송신이 고도가 높지 않아 차질을 빚었고 공학자와 정치인들은 토론토의 다른 건물에 비해 월등히 높은 중계탑을 지을 필요가 느껴져 1976년에 토론토 시내 철로 밑에 CN 타워가 지어졌다. 영 동쪽에 있던 구 철도 부지에는 세인트로렌스 주택 단지가 지어졌다. 호숫가를 따라 새로운 오피스텔 건물이 기존 산업용 부지에 지어졌고, 오늘날의 로저스 센터로 알려진 스카이돔이 1989년 기존 시내에 있던 철도 부지에 지어졌다. 킹가 남쪽, 유니버시티 애비뉴 서쪽으로 더 많은 철도와 창고 부지의 용도 변경이 이루어지면서 메트로 토론토 컨벤션 센터, 캐나다 방송 협회 영어권 본사, 로이 톰슨 홀과 웨일즈의 공주 극장이 이곳에 지어졌다.

#### 1970-1997
1970년대 토론토의 인구는 계속 성장하여 몬트리올을 추월하였다. 1971년 당시 토론토와 몬트리올의 인구는 각각 270만, 260만 명이였고 1981년에 들어서서 300만, 몬트리올은 280만을 기록하였다. 몬트리올에 비해 토론토가 급속한 인구 성장을 기록할 수 있었던 건 아시아와 아프리카에서 이민자 지속 유입, 1965년 미국과 자동차 협정 체결로 온타리오주 남쪽의 자동차 산업 성장, 분리 독립 문제가 한창이었던 퀘벡주에 비한 정치적 안정, 퀘벡주에 비해 소득세가 낮은 점이 손꼽힌다.
토론토는 역사적으로 몬트리올에 비해서 캐나다의 제2도시였으나 2차 세계대전 이후 퀘벡주에 민족주의 바람이 불고 1976년에 분리주의 정당이였던 퀘벡당이 정권을 잡으면서 영어권 사업체들이 토론토로 대거 이주하였다. 1995년에 들어서서 토론토는 캐나다 전체 금융자산의 48%, 비금융회사자산의 45%를 차지하였고 몬트리올은 각각 28%, 22%에 불과하였다.
이 시기에는 또한 캐나다 주요 은행 3사인 캐나다 왕립은행, 토론토 도미니온 은행과 캐나다 임페리얼 상업은행은 토론토에 본사를 두었다. 이와 동시에 매뉴라이프, 선라이프 파이낸셜과 토론토 증권거래소는 캐나다의 금융 중심지인 금융가를 형성하였다. 토론토는 또한 캐나다의 기업 수도가 되었고 대부분의 캐나다 기업은 본사를 토론토에 두었다.
토론토는 또한 영어권 캐나다의 문화 수도로 자리잡았다. 캐나다의 주요 신문인 글로브 앤 메일과 내셔널 포스트 본사가 토론토에 있었고 1993년에 새로 지어진 캐네디언 브로드캐스팅 센터는 캐나다 방송 협회의 영어권 방송 거점이 되었다. 1993년, 라이어슨 공과 대학은 4년제 대학으로 거듭나 오늘날의 라이어슨 대학교로 거듭났고 1982년 토론토 심포니 오케스트라가 로이 톰슨 홀에 상주하였다. 이와 동시에 새로 지어진 웨일스의 공주 극장과 로열 알렉산드라 극장은 토론토의 극장가를 형성한다. 이와 동시에 온타리오주 미술관과 로열 온타리오 박물관과 같은 문화기관은 보수 공사를 거쳤고 2006년에 지어진 포 시즌스 센터에는 캐나다 오페라 회사와 캐나다 국립 발레단이 공연하였다. 1976년에 시작한 토론토 영화제는 2010년에 새로운 본사인 TIFF 벨 라이트박스가 지어지면서 전세계 주요 영화제로 자리잡았다. 또한 호숫가 동쪽 끝에 파인우드 토론토 스튜디오가 지어지면서 영화 제작도 늘어났다. 토론토에는 또한 1961년부터 하키 명예의 전당이 위치해있다.
토론토 시내에는 고층 건물이 다수 올라가면서 도시의 풍경도 바꿔놓았다. 1969년 토론토 도미니온 센터를 기점으로, 1975년 퍼스트 캐나디안 플레이스와 CN 타워, 1977년 로열 뱅크 플라자 남관, 1988년 스코샤 플라자, 1989년 스카이돔, 1990년 BCE 플레이스와 베이 웰링턴 타워 등 수많은 마천루가 지어졌다.
토론토 시내에 역사적인 건물이 하나둘씩 사라지면서 오래된 건물들을 보존하려고 하는 움직임이 보이자 토론토시는 철거를 막기 위해 역사적 보존 가치가 높은 건물을 등록문화재로 지정하였다. 1970년대 토론토 시의회는 데이비드 크롬비와 존 슈얼과 같이 토론토의 급속한 성장에 따른 파괴적인 측면에 반대했던 개혁파가 대부분이였으며, 시의회는 고층 건물의 건축을 한시적으로 중단하였으며 토지이용계획을 갱신하였다.
1990년대 경기 침체로 연방 및 주 정부 예산이 대거 축소되었다. 온타리오주는 퀸 엘리자베스 웨이 일부를 가디너 고속도로로 넘겨주고 에글린턴 지하철 건설을 취소하고 대중교통, 주택 및 복지 예산을 축소하였다. 연방 정부는 토론토 국제공항과 항구를 관리하기 위한 독립 기구를 설치하였고 토론토 항구는 호숫가 재개발을 위해 시의회가 관리하고 싶었던 관계로 논란을 불러일으켰다. 또한 연방 정부는 임대주택 예산을 전액 삭감하였다. 이에 따라 시 정부는 2000년대에 들어서 예산에 난항을 겪었다.
1998년 1월 1일, 토론토는 기존 통합시의 5개 지자체 (이스트요크, 이토비코, 노스요크, 스카버러, 요크)와 함께 하나의 지자체가 되었다.

## 참고 문헌
- Careless, J. M. S. (1984). 《Toronto to 1918》 [1918년까지의 토론토 역사] (영어). James Lorimer & Company. ISBN 0888626657.
- Levine, Allan (2014). 《Toronto: A Biography》 [토론토: 전기] (영어). Douglas and McIntyre. ISBN 9781771000222.
- Kealey, Gregory S. (1984).  Russell, Victor L., 편집. 《Forging the Consensus: Historical Essays on Toronto》 [합의 도출: 토론토 역사 에세이 모음집] (영어). 토론토.
- Smyth, William J. (2015). 《Toronto, the Belfast of Canada: the Orange Order and the Shaping of Municipal Culture》 [토론토, 캐나다의 벨파스트: 오렌지회와 시 정치 문화의 형성]. University of Toronto Press. ISBN 9781442614680.